# Friedelehe
Friedelehe, auch Friedelschaft genannt (von mittelhochdeutsch friudiea „Geliebte“), gilt als Bezeichnung für eine Eheform des Frühmittelalters, die vom deutschen Rechtshistoriker Herbert Meyer in den 1920ern in die Geschichtsforschung eingeführt wurde, deren tatsächliche Existenz aber heute umstritten ist. Friedelehen sollen gekennzeichnet gewesen sein durch Freiwilligkeit beider Ehepartner, fehlende Übertragung der Vormundschaft über die Ehefrau und abwesende Beziehungen zwischen beiden Familien.
Bestätigte Eheformen des Frühmittelalters sind die Muntehe, die Kebsehe sowie die Raub- oder Entführungsehe.

## Friedelehe nach Meyer
Bestimmende Eigenschaften der Friedelehe sind nach Herbert Meyer:
- Die Friedelehe wurde in der Regel zwischen Personen aus unterschiedlichen Ständen geschlossen, die Ehefrau kam fast immer aus einem niederen Stand.
- Die Ehe beruhte auf einer Willensübereinkunft zwischen Mann und Frau; beide hatten also den Wunsch zu heiraten.
- Eine Friedelehe kam allein durch öffentliche Heimführung der Braut und die Hochzeitsnacht zustande; zudem erhielt die Braut eine Morgengabe.
- Im Unterschied zur Muntehe wurde dem Ehemann nicht vom Brautvater die Vormundschaft (munt) über die Frau übergeben; oft bestanden keine Beziehungen zur Brautfamilie.
- Die Frau hatte wie der Mann ein Recht darauf, die Scheidung zu verlangen.
- Die Kinder aus einer Friedelehe unterstanden nicht der Verfügungsgewalt des Vaters, sondern lediglich der Mutter.
- Kinder aus einer Friedelehe waren zunächst voll erbberechtigt; durch den zunehmenden Einfluss der Kirche wurde ihre Position aber immer mehr abgeschwächt.
- Friedelehen ermöglichten Polygynie (Vielweiberei).
- Muntehe und Friedelschaft konnten (besonders im Adel) nebeneinander bestehen, was später als Vielehe (Polygamie) angesehen wurde.[1]
- Eine Friedelehe konnte zu einer Muntehe umgewandelt werden, wenn der Ehemann nachträglich den Brautschatz leistete.

Die Friedelehe sei von der katholischen Kirche im 9. Jahrhundert für illegitim erklärt worden. Trotzdem hätten sich Reste dieser Eheform bis in die Neuzeit hinein in der Form der morganatischen Ehe („Ehe zur linken Hand“) gehalten.

## Kritik an Meyers Definition
Forschungen beispielsweise von Else Ebel, Karl Heidecker und Andrea Esmyol zeigten, dass es sich bei der „Friedelehe“ um ein Forschungskonstrukt handelt, das durch eine fehlerhafte Quellenauslegung seitens Herbert Meyers entstanden ist. Insbesondere Andrea Esmyol widerlegte 2002 in ihrer Doktorarbeit Geliebte oder Ehefrau? Konkubinen im frühen Mittelalter die Grundannahmen von Meyers Definition. Vor allem folgende Kritikpunkte ergeben sich:
- Nach Überprüfung der von Meyer verwendeten altnordischen Quellen kann Else Ebel seine Folgerungen nicht bestätigen; insbesondere kritisiert sie aus dem Zusammenhang gerissene Textstellen, deren Sinn verfremdet wurde.
- Die von Meyer verwendeten Textbelege beziehen sich laut Esmyol alle entweder auf Muntehen oder Konkubinate, lassen jedoch keinen Rückschluss zu auf die Existenz einer „Friedelehe“ als freierer Eheform.
- Die von Meyer verwendeten Quellen stammen häufig aus Zeiten, in denen sogar nach seiner eigenen Meinung die „Friedelehe“ bereits nicht mehr existiert habe.

Dass sich Meyers Theorie dennoch in der Forschung über Jahrzehnte hinweg halten konnte, liegt an ihrem speziellen Entstehungsfeld: Zum einen charakterisiert die Zeit des 19. und frühen 20. Jahrhunderts die Suche nach historischen Vorbildern der freieren Partnerwahl, zum anderen sorgte die Zeit des nationalsozialistischen Regimes dafür, dass Meyers Theorie nicht weiter hinterfragt wurde – sie entsprach zu gut der nationalsozialistischen Ideologie, die ihr germanisches Erbe hervorhob.